# 克卜勒37b
克卜勒37b（英語：Kepler-37b）是一顆位於天琴座的太陽系外行星，其母恆星是克卜勒37。截至2013年2月，這顆行星是天文學家發現體積最小的系外行星，其質量和半徑僅稍大於月球，比水星還要小。

## 發現
克卜勒37b和位於同一個行星系的另外兩顆行星克卜勒37c、克卜勒37d一起被克卜勒太空望遠鏡以觀測凌星現象的方式，即凌日法發現。
為了得知該行星的精確體積，天文學家利用聲波量測比較它們和母恆星的體積，這個測量方式正是應用星震學的典型例子。而且，克卜勒37本身也是至今以星震學觀測的體積最小的恆星。這些研究允許天文學家量測行星體積時，可以得到極高的精確度。
另外，克卜勒37b自發現至今，一直都是太陽系外環繞主序星公轉的體積最小的行星。天文學家指出，他們能輕易且迅速地發現這顆行星，全因其軌道週期短促、高相對亮度、以及其母星的活性較低。美國航空航天局艾姆斯研究中心的天文學家傑克·喬納森·利斯奧爾指出，克卜勒37b的發現代表著有許多類似的體積小的系外行星存在。

## 行星狀態

### 物理特徵

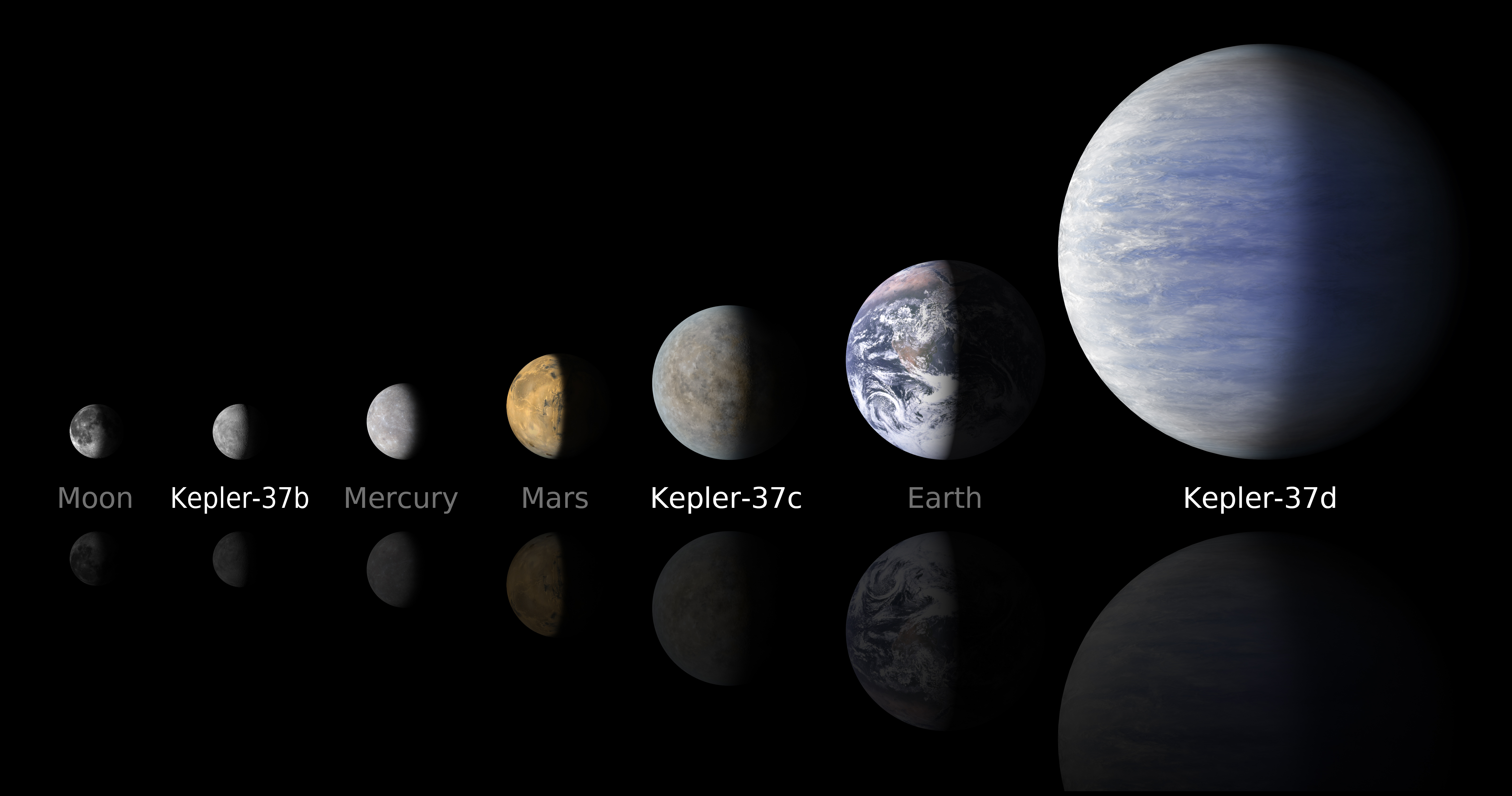
克卜勒37b的體積只稍大於月球，是至今已知體積最小的系外行星。

克卜勒37b距離地球210光年，其質量小於地球質量的1%，即小於5.9722 × 1022 公斤，稍低於月球（1.23%地球質量，即7.3459 × 1022 公斤）。其半徑為1,932.5公里，稍大於月球（半徑為1,738.14公里），僅為地球半径（6,378.137公里）的30.3%，並且是至今已知體積最大行星HAT-P-32b半徑（2.037木星半徑，145,629.204公里）的1.33%。美國航空航天局指出，這顆行星很可能沒有大氣層，無法讓生命存在。此外，這顆行星很可能由岩石物質組成。

### 軌道特徵
克卜勒37b的半長軸為0.1003 AU，即約1,500萬公里（9.3萬英里）。因為克卜勒37b是行星系中最靠近母恆星的行星（其半長軸是水星的1/3，即1,500,466公里），故其軌道週期僅約為13個地球日。其與恆星的距離是如此的接近，致使母星將其表面加熱，平均溫度估計高達700 K（425 °C）。除此以外，另外兩顆行星克卜勒37c和克卜勒37d的軌道週期亦分別和37b呈8:5和3:1共振。